# Didymosalpinx abbeokutae
Didymosalpinx abbeokutae är en måreväxtart som först beskrevs av William Philip Hiern, och fick sitt nu gällande namn av Ronald William John Keay. Didymosalpinx abbeokutae ingår i släktet Didymosalpinx och familjen måreväxter. Inga underarter finns listade i Catalogue of Life.